# همبرتو سيلفا
همبرتو سيلفا (بالبرتغالية: Humberto Luiz Gomes da Silva‏) مواليد 7 فبراير 1995 في ساو باولو، هو لاعب كرة سلة برازيلي. بدأ مسيرته الاحترافية في سنة 2013. يحمل الرقم 19. لعب مع بينهيروس لكرة السلة وفلامنغو لكرة السلة في الدوري البرازيلي لكرة السلة.

## روابط خارجية
- همبرتو سيلفا على موقع كرة السلة الأوروبية.كوم (الإنجليزية)